# Småvaxskivling
Småvaxskivling (Hygrocybe insipida) är en svampart som först beskrevs av J.E. Lange ex S. Lundell, och fick sitt nu gällande namn av Meinhard (Michael) Moser 1967. Småvaxskivling ingår i släktet Hygrocybe och familjen Hygrophoraceae.  Arten är reproducerande i Sverige. Inga underarter finns listade i Catalogue of Life.